# نیروپا روی
نیروپا روی (گجراتی: નિરુપા રોય؛ ۴ ژانویهٔ ۱۹۳۱ – ۱۳ اکتبر ۲۰۰۴) یک هنرپیشه اهل هند بود. از فیلم‌ها یا برنامه‌های تلویزیونی که وی در آن نقش داشته است می‌توان به آمر اکبر آنتونی اشاره کرد.

## فیلم‌شناسی
فهرست برخی از فیلم‌هایی که نیروپا روی در آن‌ها به ایفای نقش پرداخته است:
- آمر اکبر آنتونی
- دیوار
- ایثار
- بی‌تاب
- شوهر
- فاتح سرنوشت
- خون و عرق
- نام و نشان
- مقاومت
- خدای عشق
- عاشق شو ببین
- دارماپوترا
- ماه و خورشید
- رقص در موسم باران
- گنگا در کشور شما
- مادر
- وظیفه
- در نزدیکی
- چشم سوم
- انتقام از آتش
- من انتقام خواهم گرفت
- انقلاب
- بازیگر
- سلام عزیز دلم
- تصمیم من
- دیدار یار
- انسان زهردار
- معبد عشق
- گاتام گوویندا
- بگذار زندگی کنم
- تو را قسم
- بیا هم را ببینیم عشقم
- پناه
- شعله‌های آتش
- ناشناخته
- مرد
- تقاضا
- زن، این داستان توست
- سایه
- پلیس دزد
- دانه و آب